# Froberville
Froberville település Franciaországban, Seine-Maritime megyében. Lakosainak száma 1157 fő (2022. január 1.). Froberville Épreville, Gerville, Les Loges, Maniquerville és Saint-Léonard községekkel határos.

## Népesség
A település népességének változása:
| Lakosok száma | 1133 | 1226 | 1256 | 1245 | 1219 | 1194 | 1168 | 1164 | 1157 |
|               | 2013 | 2015 | 2016 | 2017 | 2018 | 2019 | 2020 | 2021 | 2022 |